# Bistum Pankshin
Das Bistum Pankshin (lateinisch Dioecesis Pankshinensis) ist eine in Nigeria gelegene römisch-katholische Diözese mit Sitz in Pankshin.

## Geschichte
Das Bistum Pankshin wurde am 18. März 2014 durch Papst Franziskus aus Gebietsabtretungen des Erzbistums Jos und des Bistums Shendam errichtet und dem Erzbistum Jos als Suffraganbistum unterstellt. Erster Bischof wurde Michael Gobal Gokum.
Es umfasst die Local Government Areas Pankshin, Kanke, Bakkos, Mango und Kanam.